# Зіяння
Зія́ння (зя́яння, гіа́тус, ро́ззів;  лат. hiatus — «щілина, отвір») —  збіг голосних в одному слові або на межі слів. Зіяння характерне для романських, германських, фіно-угорських, монгольських мов. Для української мови це явище рідкісне і вважається немилозвучним відповідно до принципу евфонії, тому його рекомендують уникати за допомогою чергування.  
Збіг голосних виникає:
- на межі префікса та кореня — поодинокий, доукомплектувати, зауваження;
- у складних словах — зеленоокий, кругообіг;
- у запозичених словах — аура, пауза, оаза;
- на стику слів — за озером, на арені, на аеродромі, Петро і Олена, Ромео і Ауріка.

У художній літературі зіяння інколи використовують для створення відтінку розмовності. Натомість у розмовній українській мові простежується природне уникання зіяння мовцями, що реалізується завдяки епентезі чи, навпаки, елізії або синкопі («радіво» — з «радіо», «усе’дно» — з «усе одно»). Згідно з деякими експериментально-фонетичними розвідками зіяння в українській мові тяжіє до артикулювання одним складом. Очевидно, тому, позаяк українській мові склади з двох голосних не властиві, мовці несвідомо шукають шляхи уникнення такої вимови.